# Carpobrotus modestus
Carpobrotus modestus är en isörtsväxtart som beskrevs av Stanley Thatcher Blake. Carpobrotus modestus ingår i släktet middagsblommor, och familjen isörtsväxter. Inga underarter finns listade i Catalogue of Life.